# Bedford Hills (New York)
Bedford Hills statisztikai település az USA New York államában, Westchester megyében. Lakosainak száma 3239 fő (2020. április 1.).

## Népesség
A település népességének változása:

| 2010 | 3 001 |
| 2020 | 3 239 |